# Metro van Fortaleza

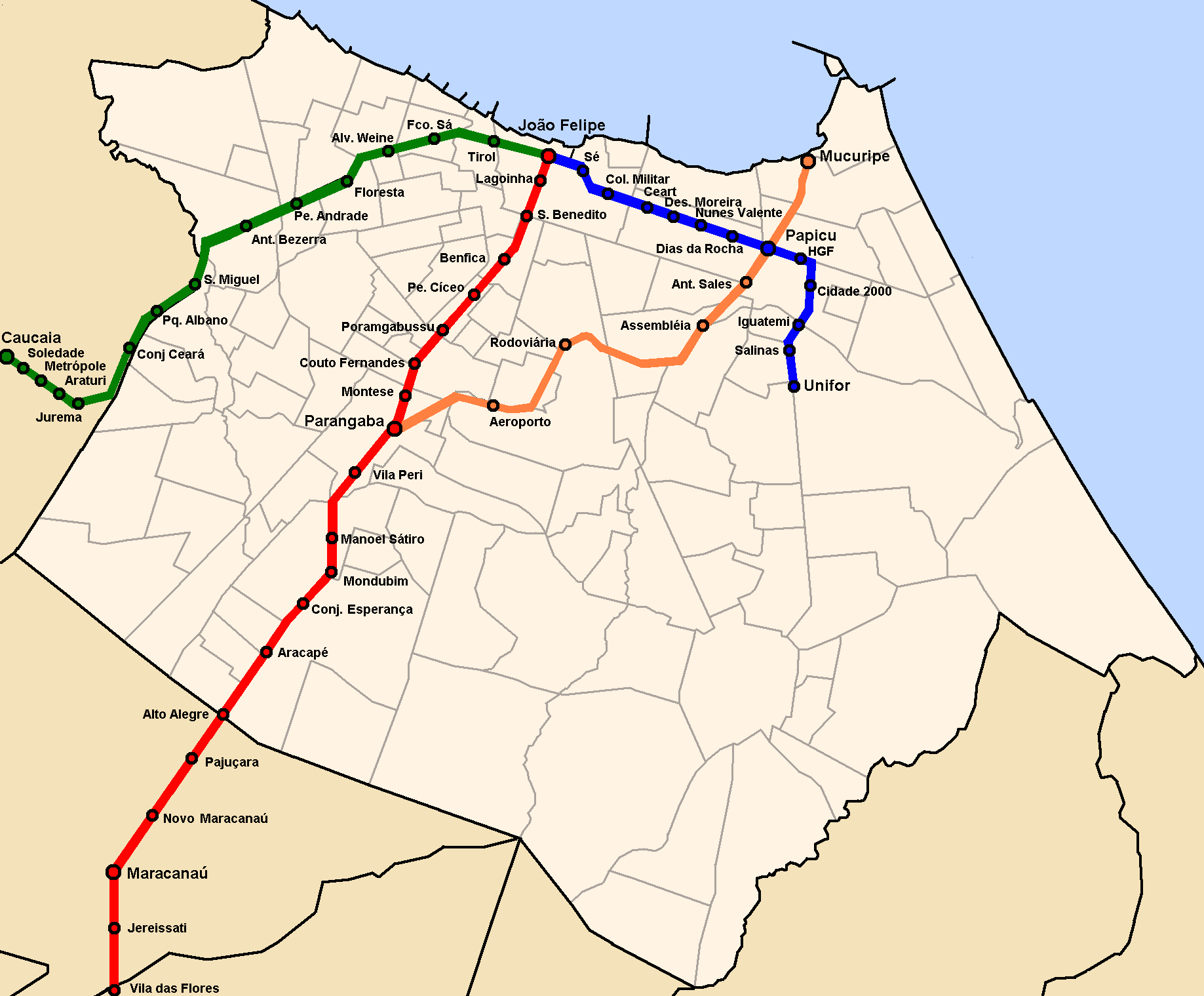
Kaart van de metro van Fortaleza

De metro van Fortaleza (Portugees: Metrô de Fortaleza) ligt in Brazilië en is het metrosysteem van Fortaleza. De totale lengte van de twee lijnen is 43 km. De hoofdkleuren van de metro zijn groen en wit.

## Geschiedenis
De lijn is op 24 oktober 2012 in gebruik genomen. Voor de metro zijn de oude lijnen van de Braziliaanse Metro Maatschappij (CBTU) opgeknapt.

## Stations
De metro heeft 28 stations: 18 op de lijn naar het zuiden, 10 stations liggen aan de lijn naar het westen. Tevens zijn er uitbreidingsplannen voor een lijn naar het oosten. In 2013 maakten 600.000 mensen gebruik van de metro. Daarmee is het een van de minst gebruikte metrolijnen van de wereld.

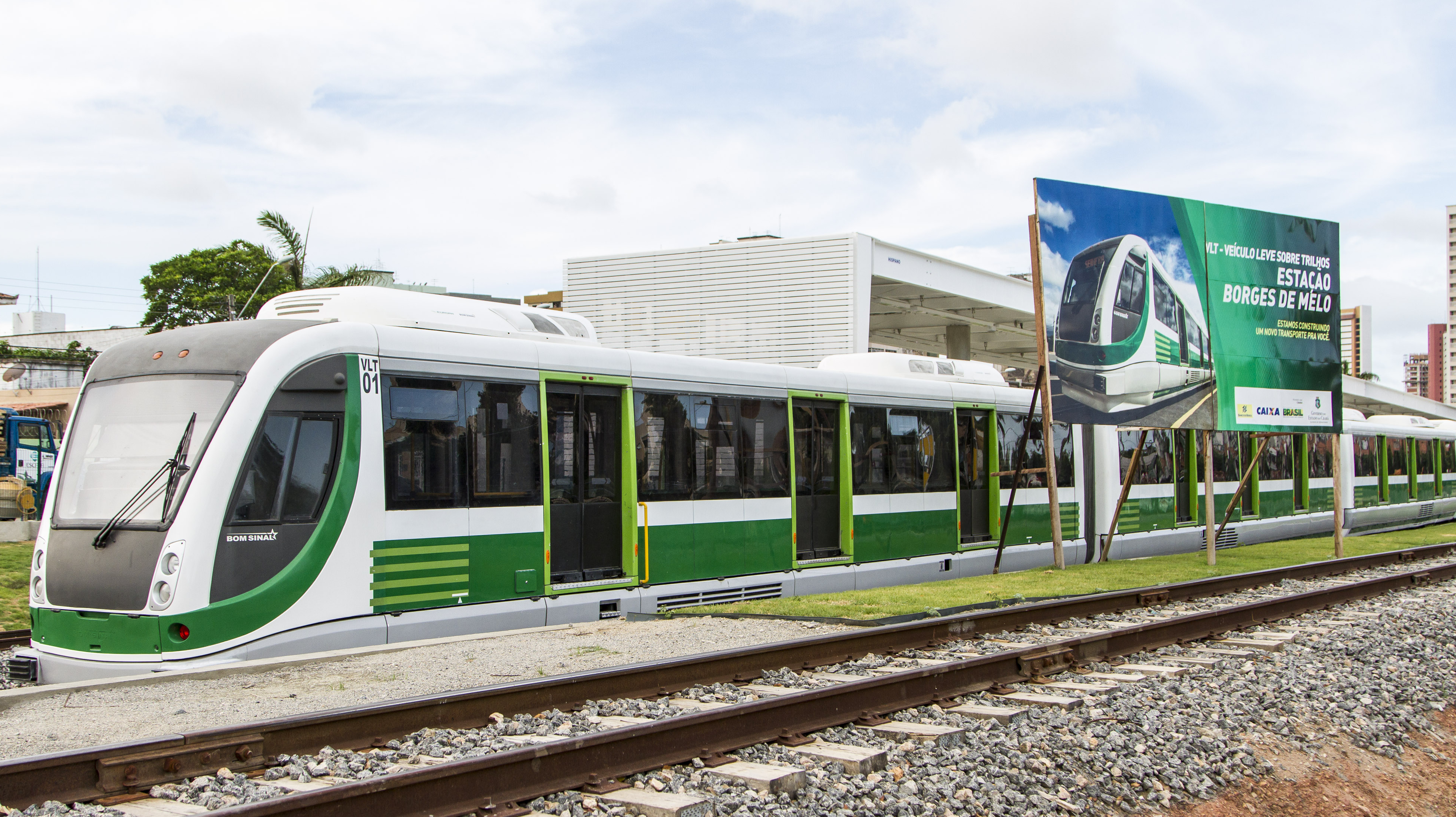
Presentatie van het sneltramproject.

## Sneltram
In juli 2017 is de Parangaba—Mucuripe-lijn (oranje op de kaart) geopend. Dit is een sneltramlijn die rijdt met dieseltrams.